# Pieter Cornelisz. van der Morsch

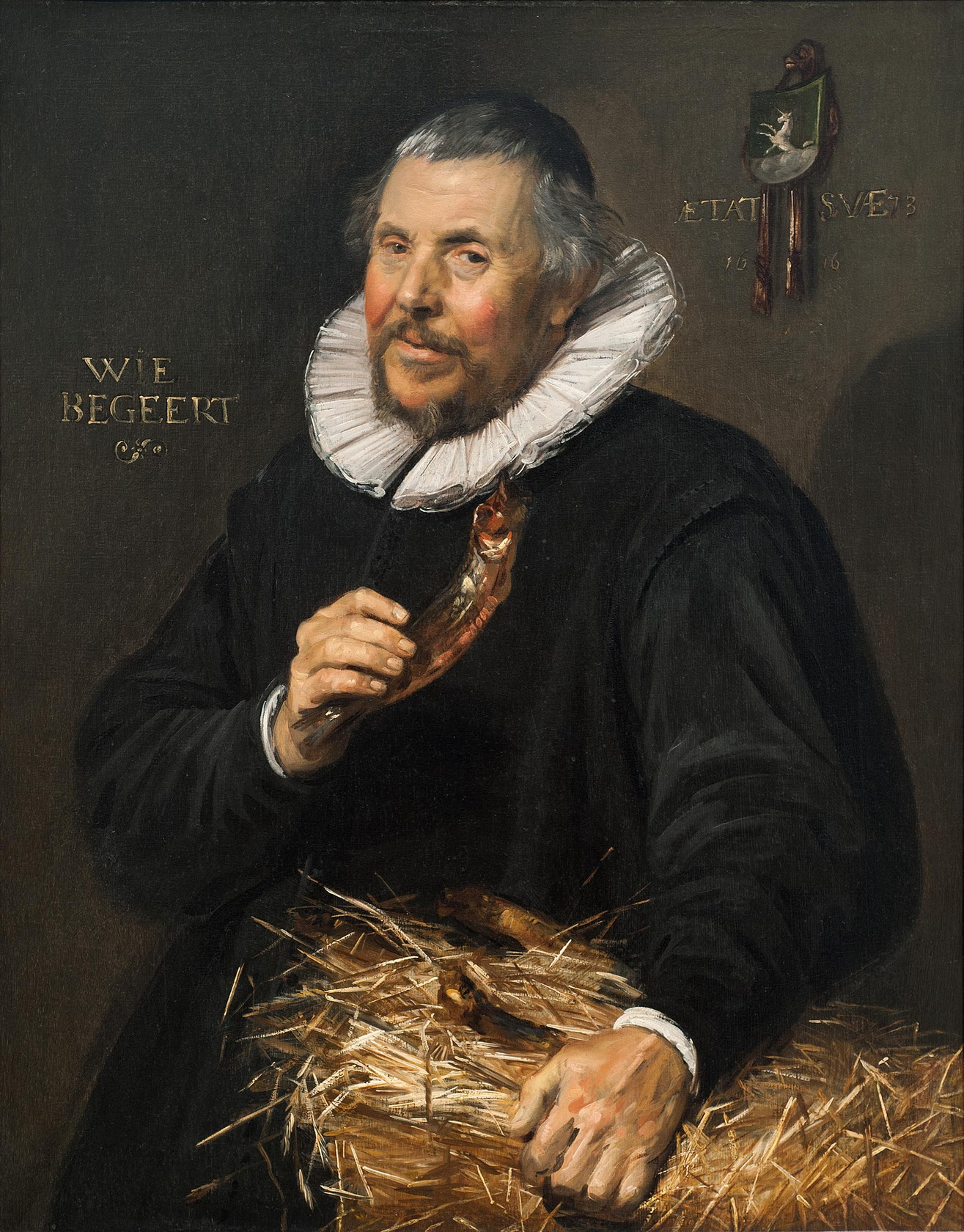
Portret van Van der Morsch uit 1616, geschilderd door Frans Hals

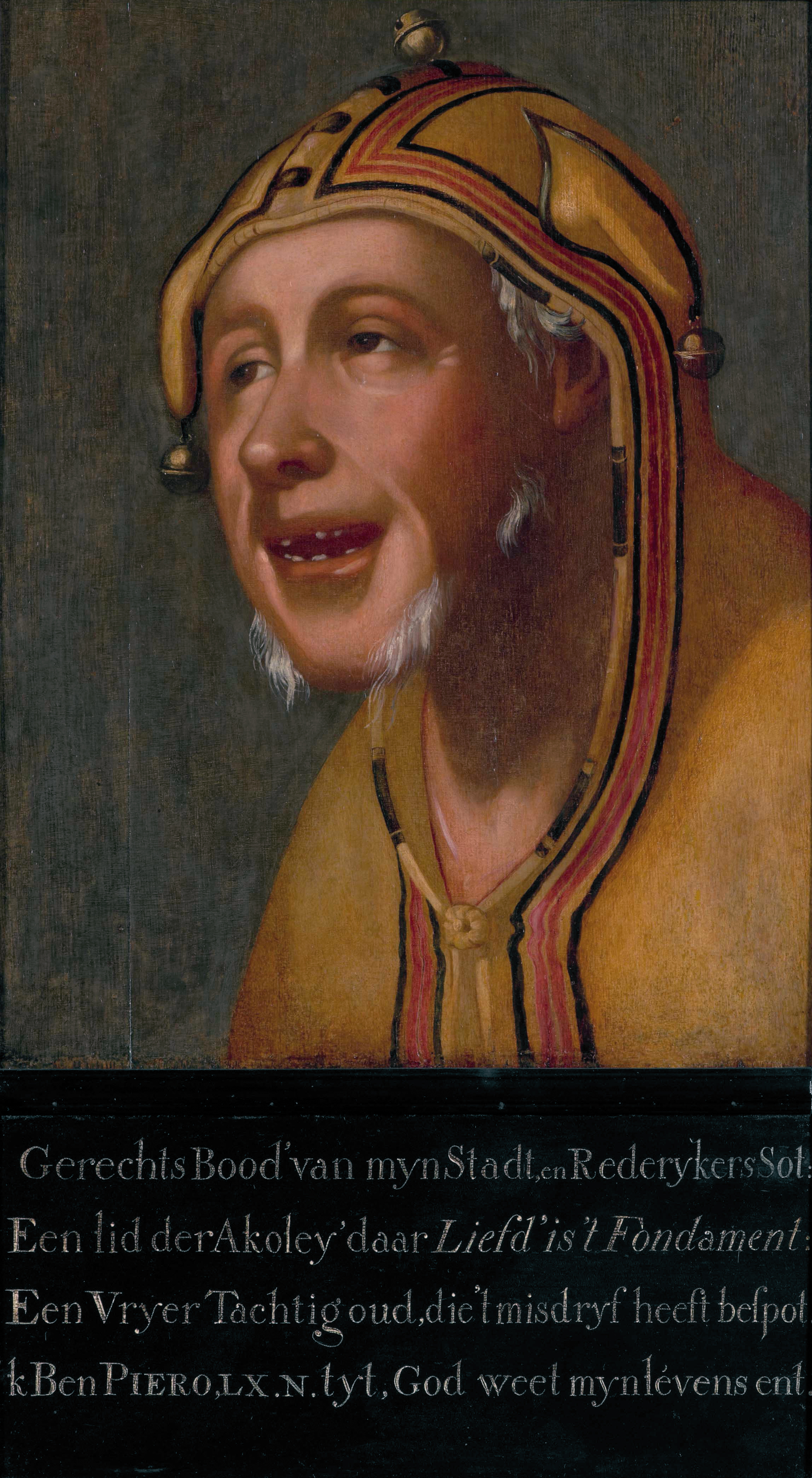
Van der Morsch als nar, een schilderij naar Cornelis Cornelisz. van Haarlem

Pieter Cornelisz van der Morsch (1543 - 1628) was stadsbode van Leiden en nar van een Leidse rederijkerskamer. Hij is voornamelijk bekend van het portret dat Frans Hals in 1616 van hem schilderde.

## Bode en nar
Van der Morsch was bode met de roede, een stads- en gerechtsbode, van 1570 tot 1598. Eind 1583 werd hij wegens ambtelijk wangedrag ontslagen, doch binnen twee weken weer aangenomen. Eind 1584 werd hij opnieuw ontslagen, maar medio 1586 trad Van der Morsch weer in dienst als bode. Hij heeft de functie vervuld totdat hij op 30 december 1597 zijn ontslag indiende. Na die tijd lijkt hij geen werk of beroep meer te hebben gehad, maar in zijn nalatenschap zat een huis met winkel aan de Visbrug. Dat zou erop kunnen wijzen dat hij vishandelaar was.
Reeds in zijn tijd als bode vond hij aansluiting bij de rederijkerskamer De Witte Acolijen. Nar was hij ten minste vanaf 1595, want uit dat jaar dateert het narrenportret dat Cornelis Cornelisz. van Haarlem moet hebben geschilderd. Het tweede portret op deze pagina is veel later naar dat origineel geschilderd.

## Werken
Hij noemde zich Piero of Piro en ondertekende zijn werk doorgaans met "LX.N. Tyt" (el eks n tijt; elk z'n tijd). Er zijn verzen van zijn hand bewaard gebleven, daterend van 1602 tot 1618. In 1598 moet hij een op rijm gestelde uitnodiging hebben verstuurd aan narren van andere rederijkerskamers om zijn toneelbruiloft luister bij te zetten. Negen daarvan zijn komen opdagen. In het echt bleef Van der Morsch echter ongehuwd.

### Grafschrift
Van der Morsch schreef zijn eigen grafschrift:

Hier Leyt Piero
Die deelde Bucken
En was hier Bo
Van In te Rucken

Bucken is bokking en uitdelen ervan stond toentertijd symbool voor het leveren van satirisch commentaar, ofwel "iemand een veeg uit de pan geven". Deze bokkingen staan ook prominent op het schilderij dat Frans Hals van Van der Morsch maakte. Bo betekent bode en in te rucken komt van inrukken, een variant op inrekenen (van misdadigers), een van de taken van een gerechtsbode.
Van der Morsch overleed in 1628 en liet een klein fortuin, van bijna 11.000 guldens, en verscheidene andere bezittingen na.
- Biografisch Portaal: 06453050
- Digitale Bibliotheek voor de Nederlandse Letteren: mors001
- International Standard Name Identifier: 0000 0003 9033 2975
- Nederlandse Thesaurus van Auteursnamen: 069410070
- Virtual International Authority File: 283878791
- WorldCat: E39PBJvXkGwPqfjf77Py8PYF8C